# For Love or Money (film, 1920)
Pour les articles homonymes, voir For Love or Money.
Pour plus de détails, voir Fiche technique et Distribution.
For Love or Money est un film muet américain réalisé par Burton L. King, sorti en 1920.
Sorti initialement en juillet 1920, le film est ressorti en 1922 dans une version remontée et raccourcie de 10 minutes, sous le titre The Road to Arcady.

## Fiche technique
- Titre : For Love or Money
- Réalisation : Burton L. King
- Scénario : Edith Sessions Tupper
- Photographie : Ernest Haller
- Producteur : Burton L. King
- Société de production : Burton King Productions
- Société de distribution : Hallmark Pictures Corporation (version 1920) | J.W. Film Corporation (version 1922)
- Pays d'origine :  États-Unis
- Langue : Anglais
- Métrage : 1 800 m (version 1920) | 1 500 m (version 1922)
- Format : Noir et blanc — 35 mm — 1,33:1 — Muet
- Genre : Film dramatique
- Durée : 60 minutes (1 h 0) (version 1920) | 50 minutes (version 1922)
- Dates de sortie : 
  - États-Unis : juillet 1920 (sortie initiale) / 1er janvier 1922 (version 1922)

## Distribution
- Virginia Lee : Antoinette Gerard
- Harry Benham : John T. Hamilton
- L. Rogers Lytton (en) : Benson Churchill
- Stephen Grattan : Oliver Gerard
- Julia Swayne Gordon : Helen Gerard
- Mildred Wayne : Sue Dennison
- Hugh Huntley : Bob Gerard